# Smicridea nemorosa
Smicridea nemorosa är en nattsländeart som beskrevs av Ralph W. Holzenthal och Roger J. Blahnik 1995. Smicridea nemorosa ingår i släktet Smicridea och familjen ryssjenattsländor. Inga underarter finns listade i Catalogue of Life.